# Historia kolei w Japonii

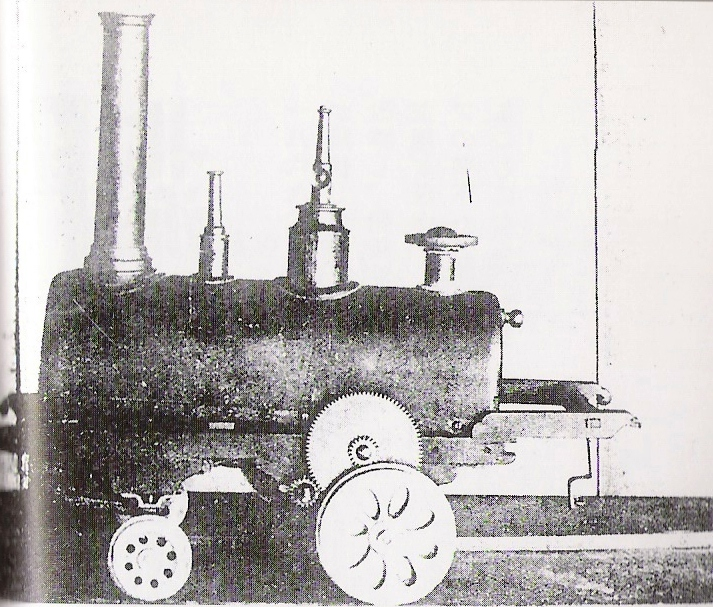
Parowóz zbudowany w 1853 r. przez Hisashige Tanakę, założyciela firmy Toshiba (19 lat przed otwarciem pierwszej kolei)

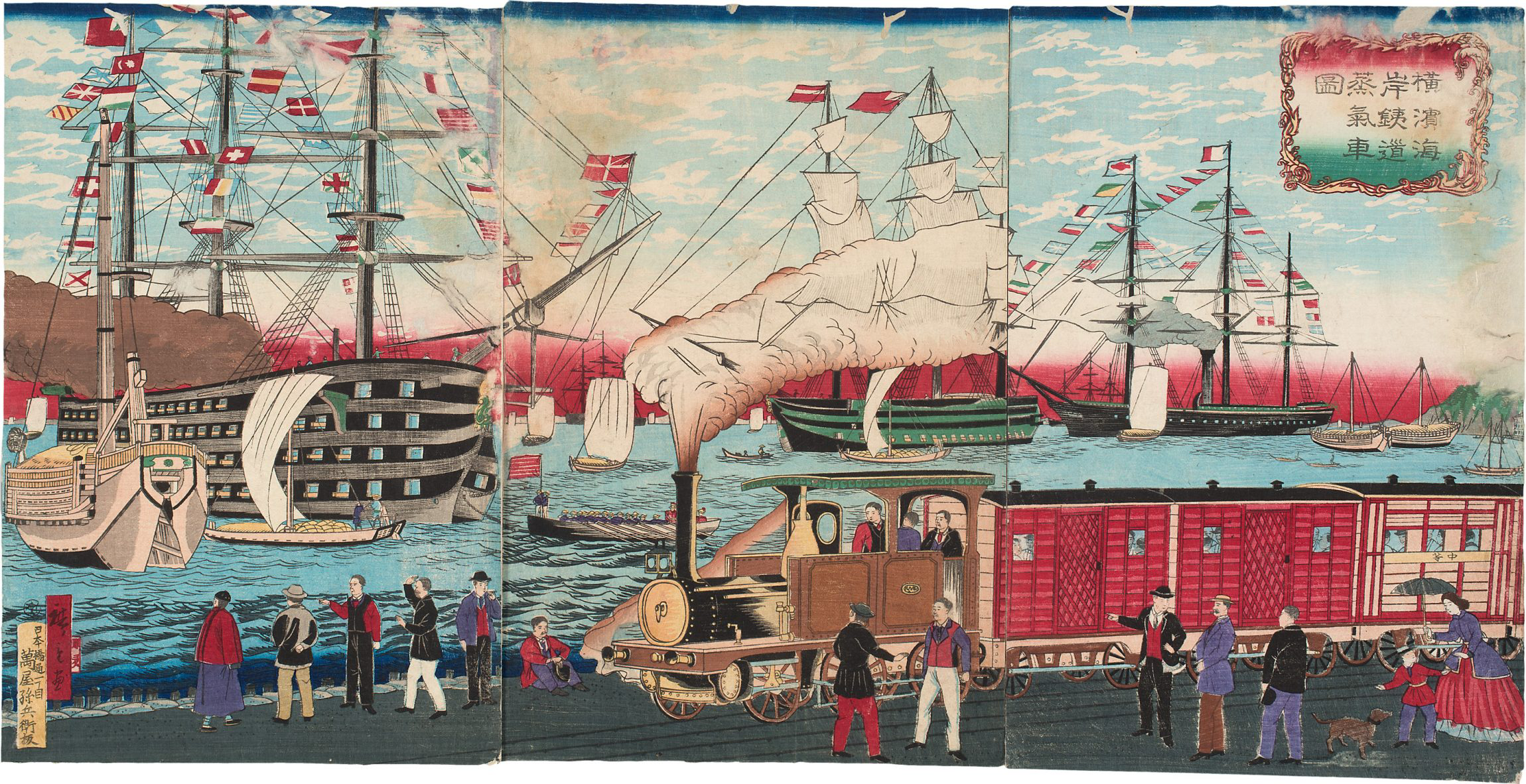
Hiroshige Utagawa III: "Kolej w Jokohamie", 1874 r.

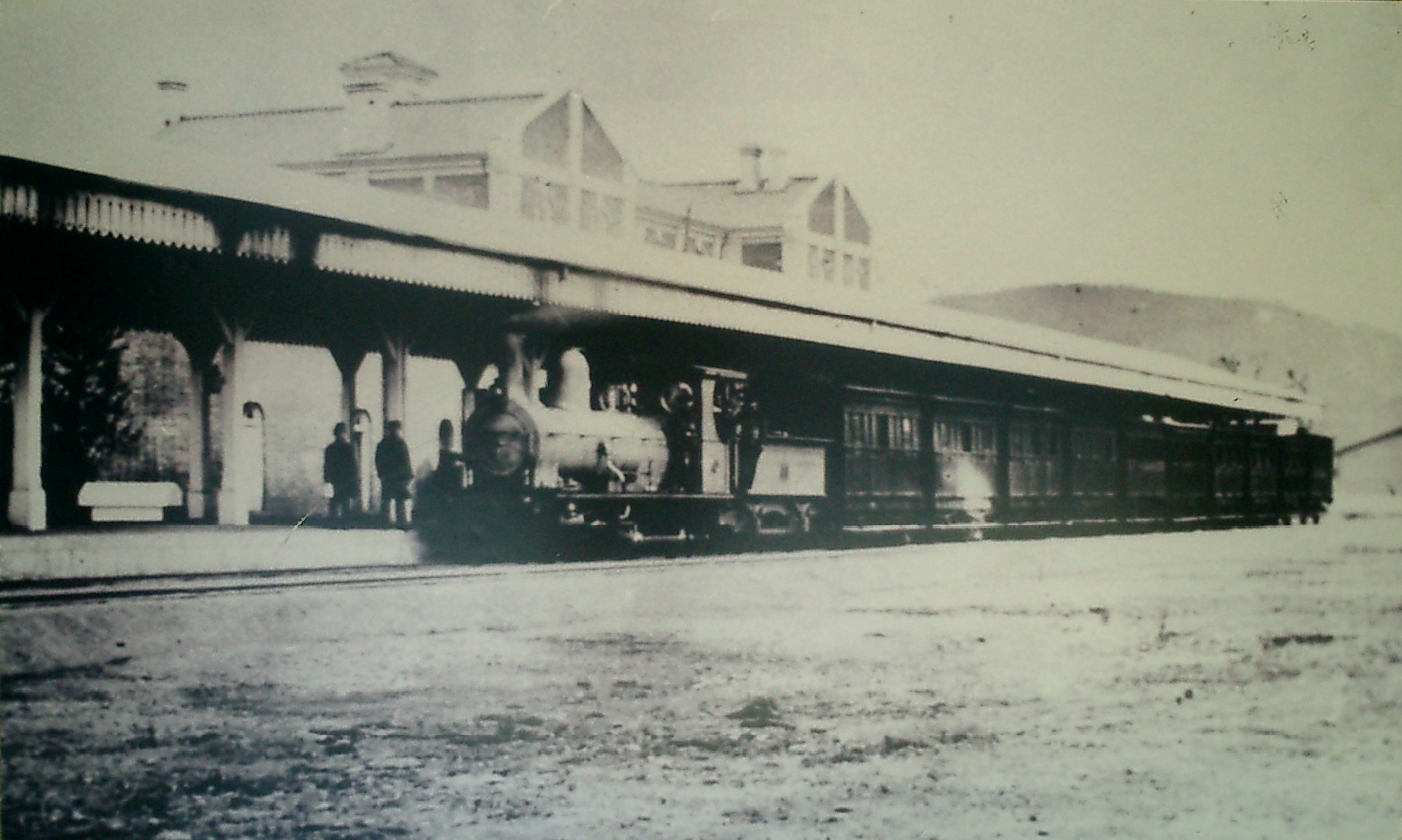
Kioto - pierwszy dworzec

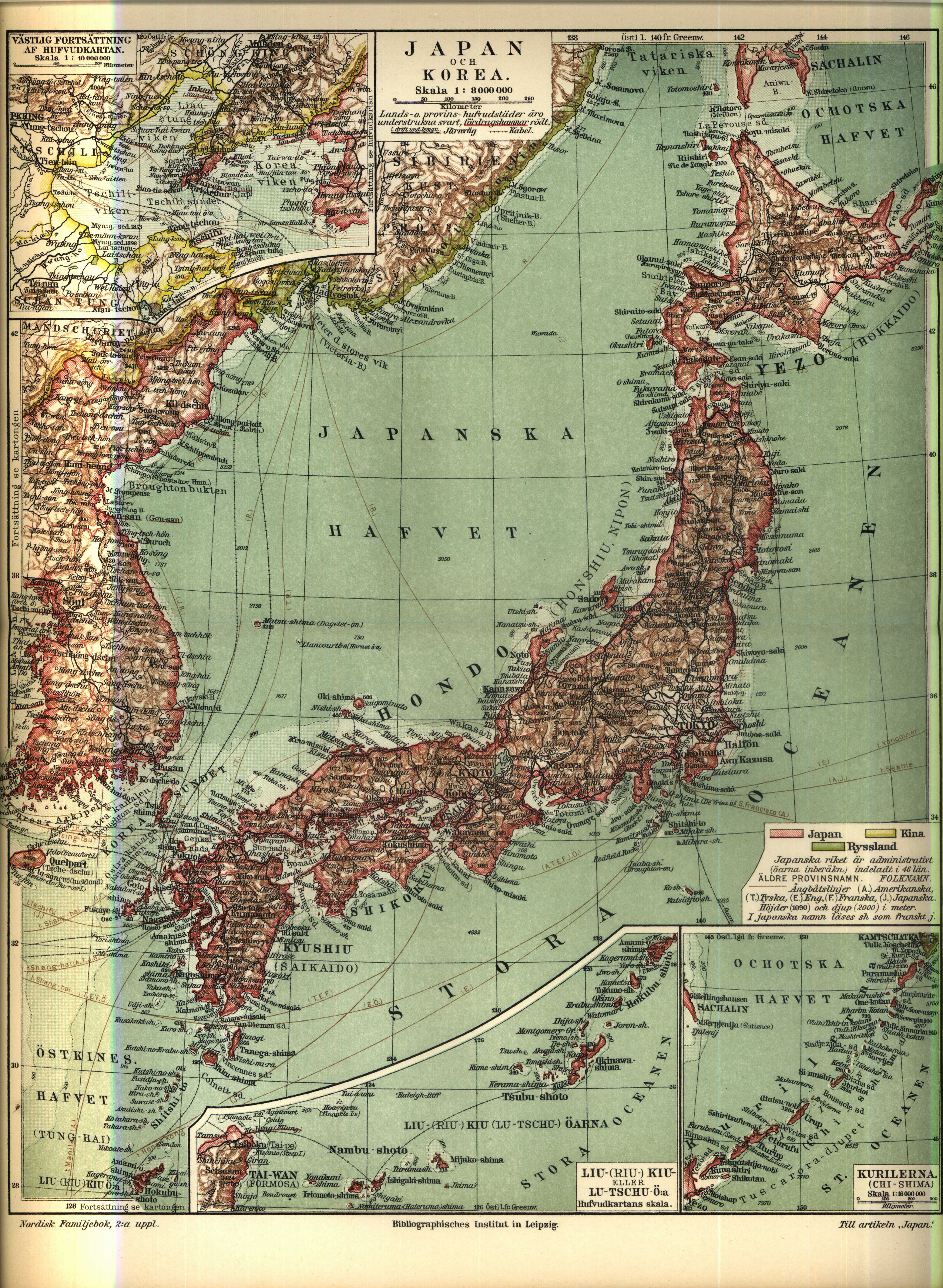
Japonia ok. 1900 r. z pokazaniem ówczesnej sieci kolejowej

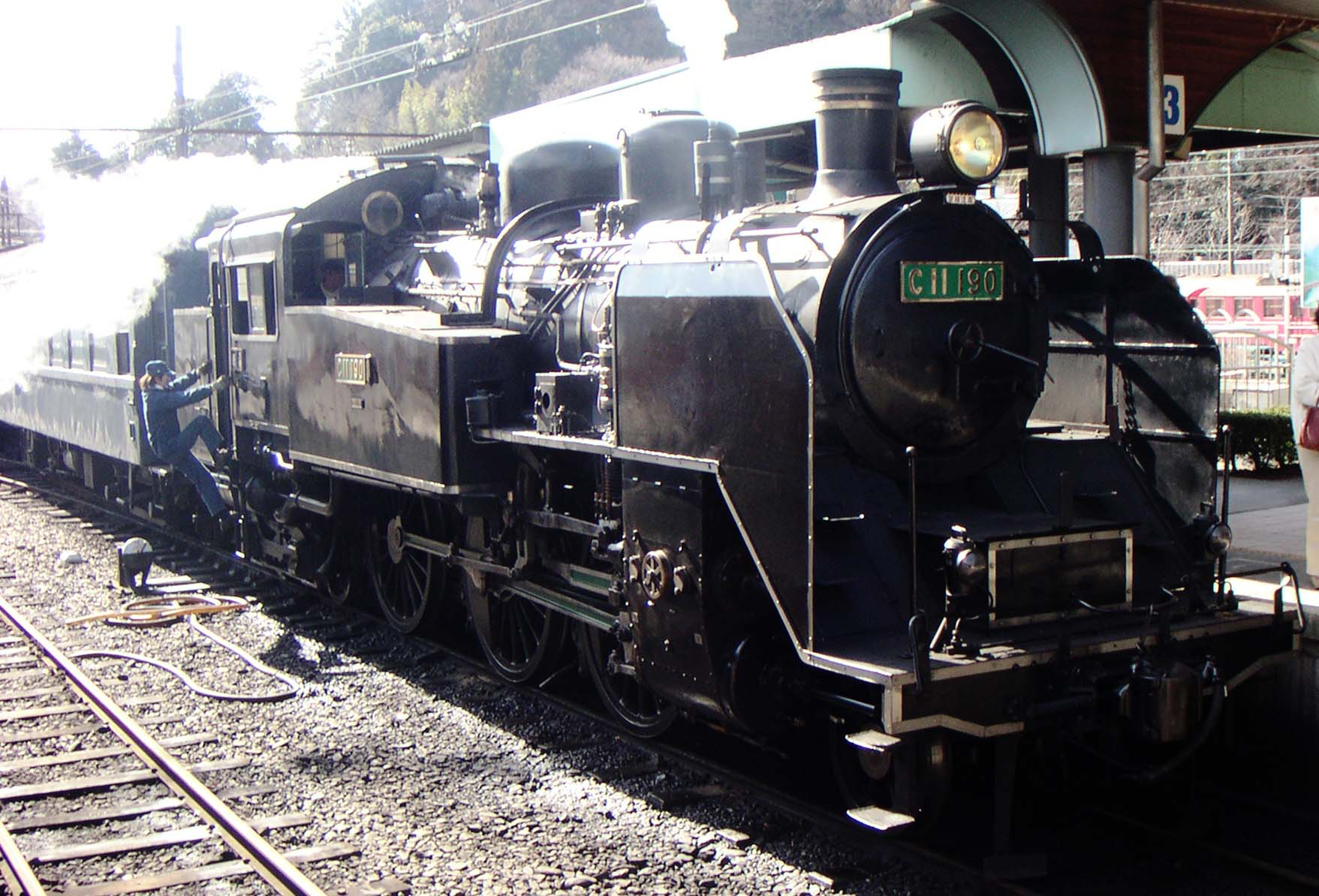
Zabytkowy parowóz nadal w użyciu na prywatnej Oigawa Tetsudō (prefektura Shizuoka)

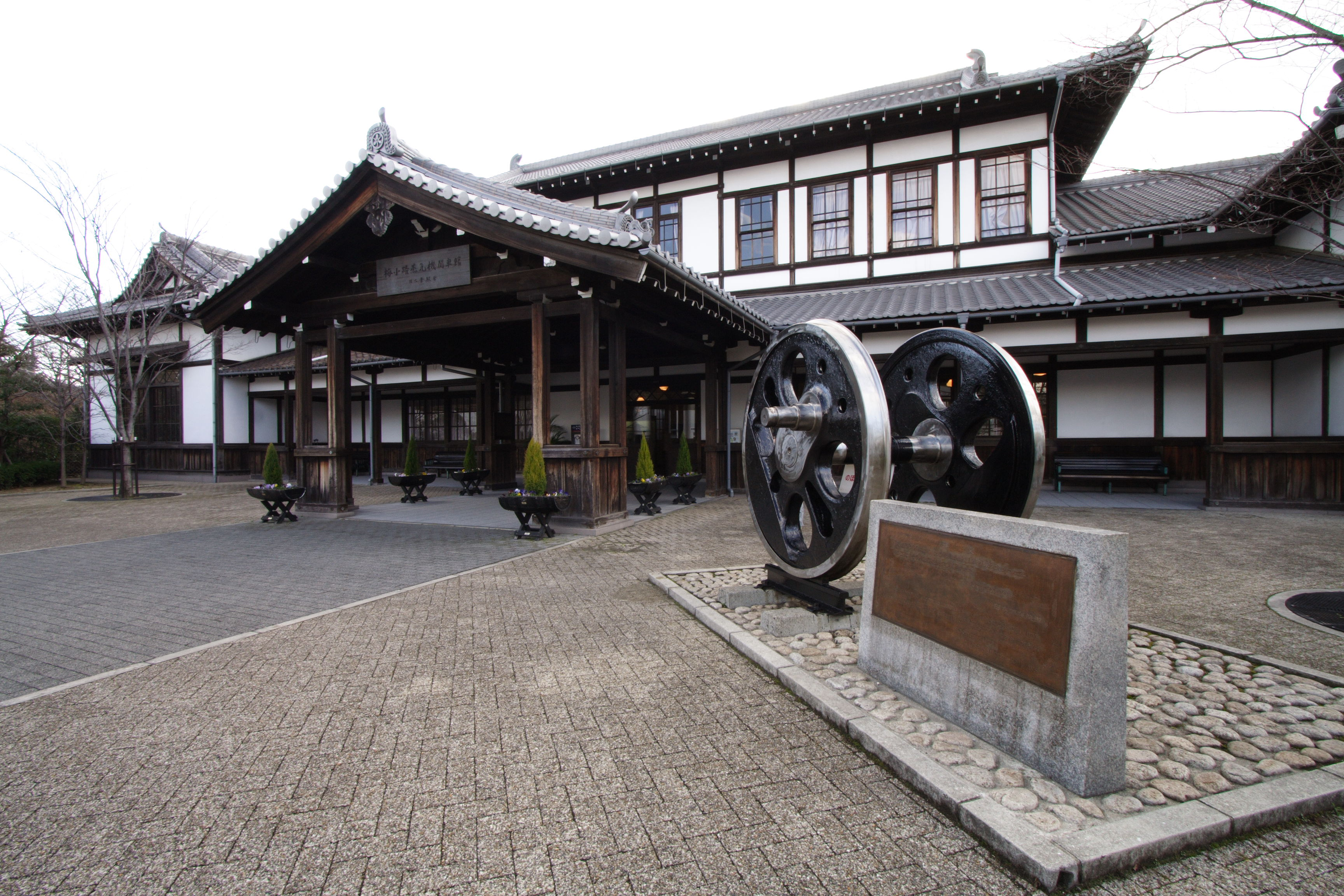
Muzeum parowozów Umekōji w Kioto; budynek stacji Nijō przeniesiony na nowe miejsce

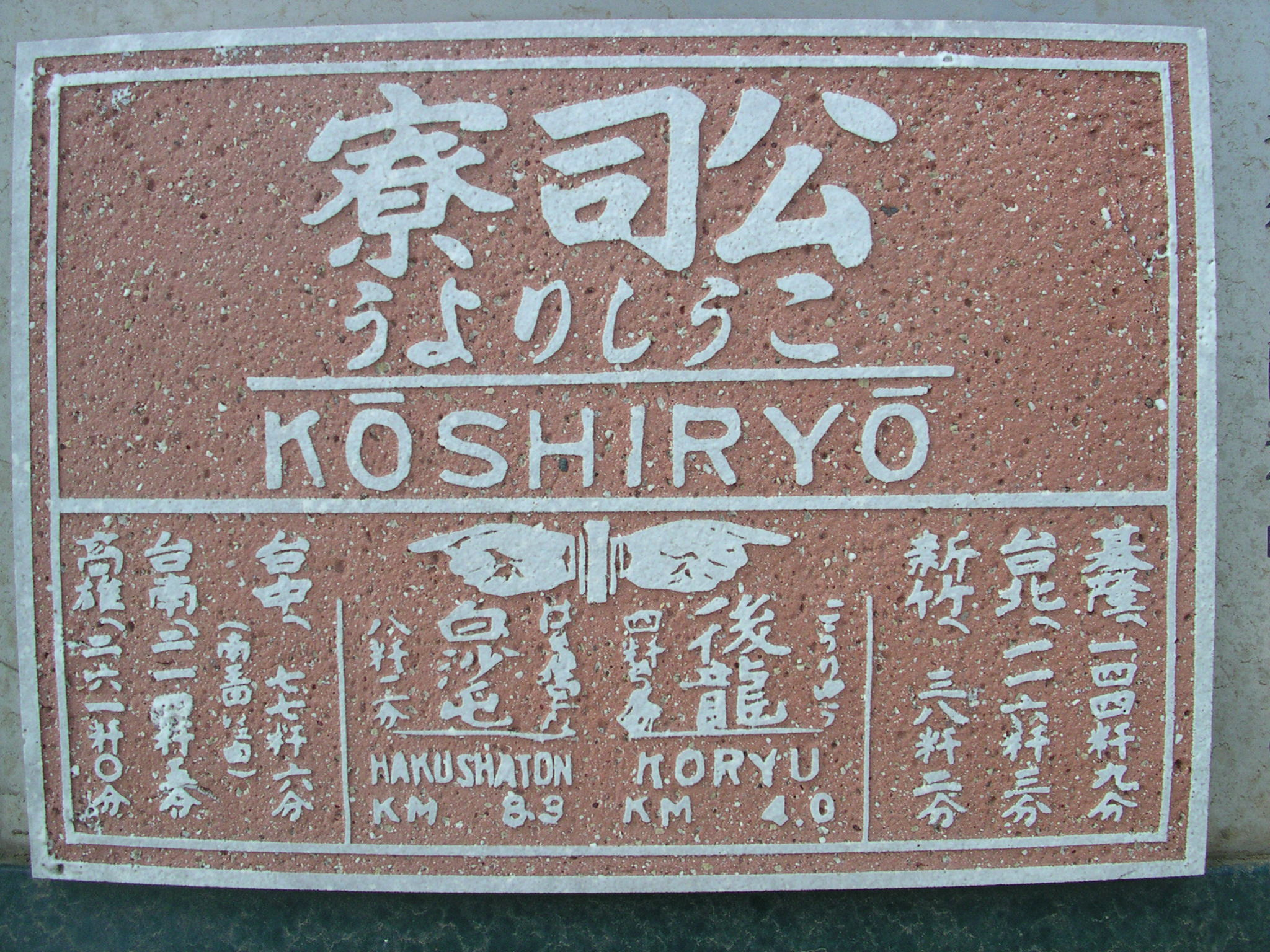
Tablica z japońską nazwą stacji na Tajwanie. Japońskie rządy na wyspie w l. 1895-1945 przyniosły budowę większości sieci kolejowej

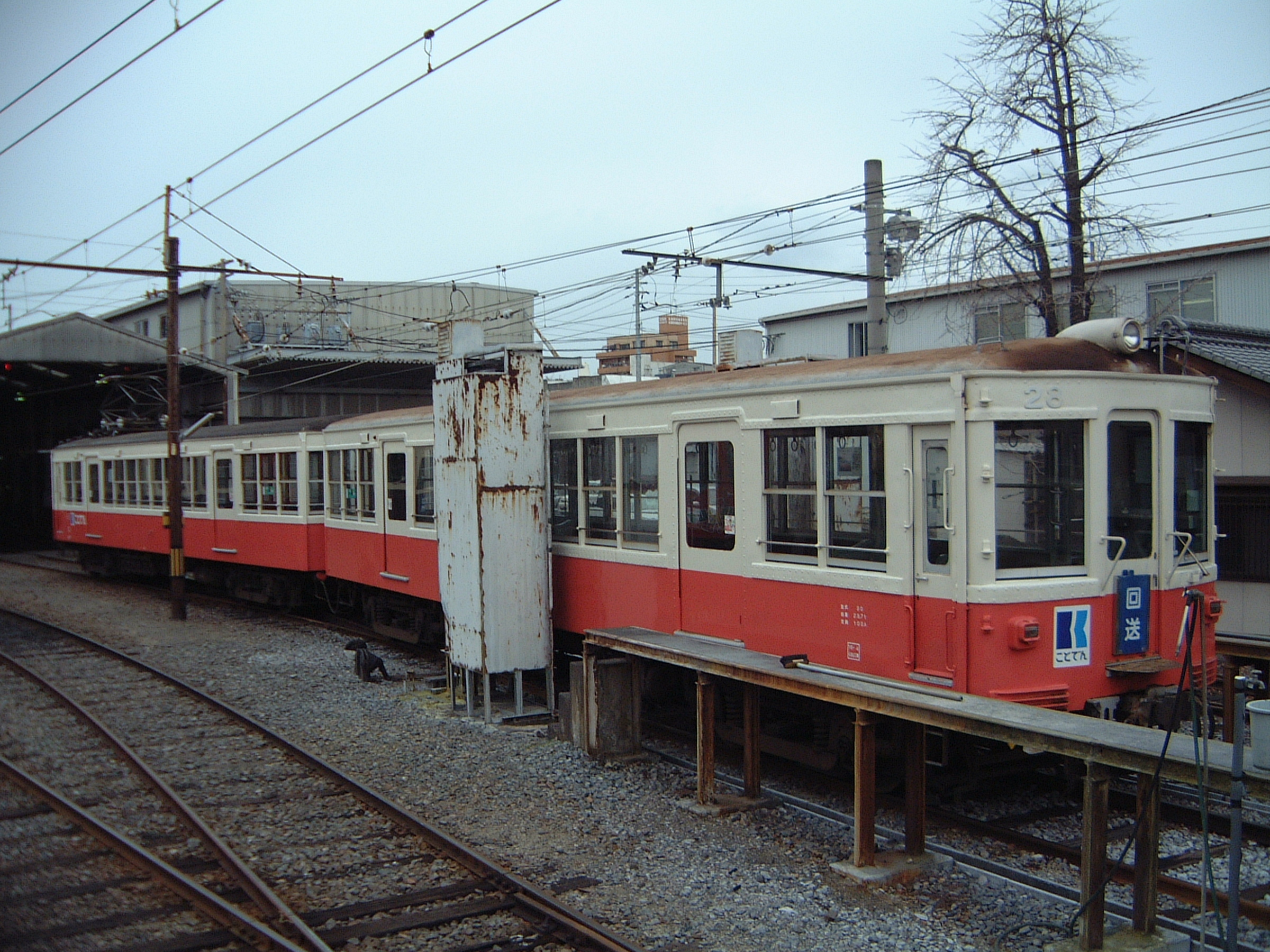
Niektóre dentetsu nadal posługują się historycznym taborem. EZT typu 30 na normalnotorowej sieci Kotoden (Takamatsu, wyspa Sikoku)

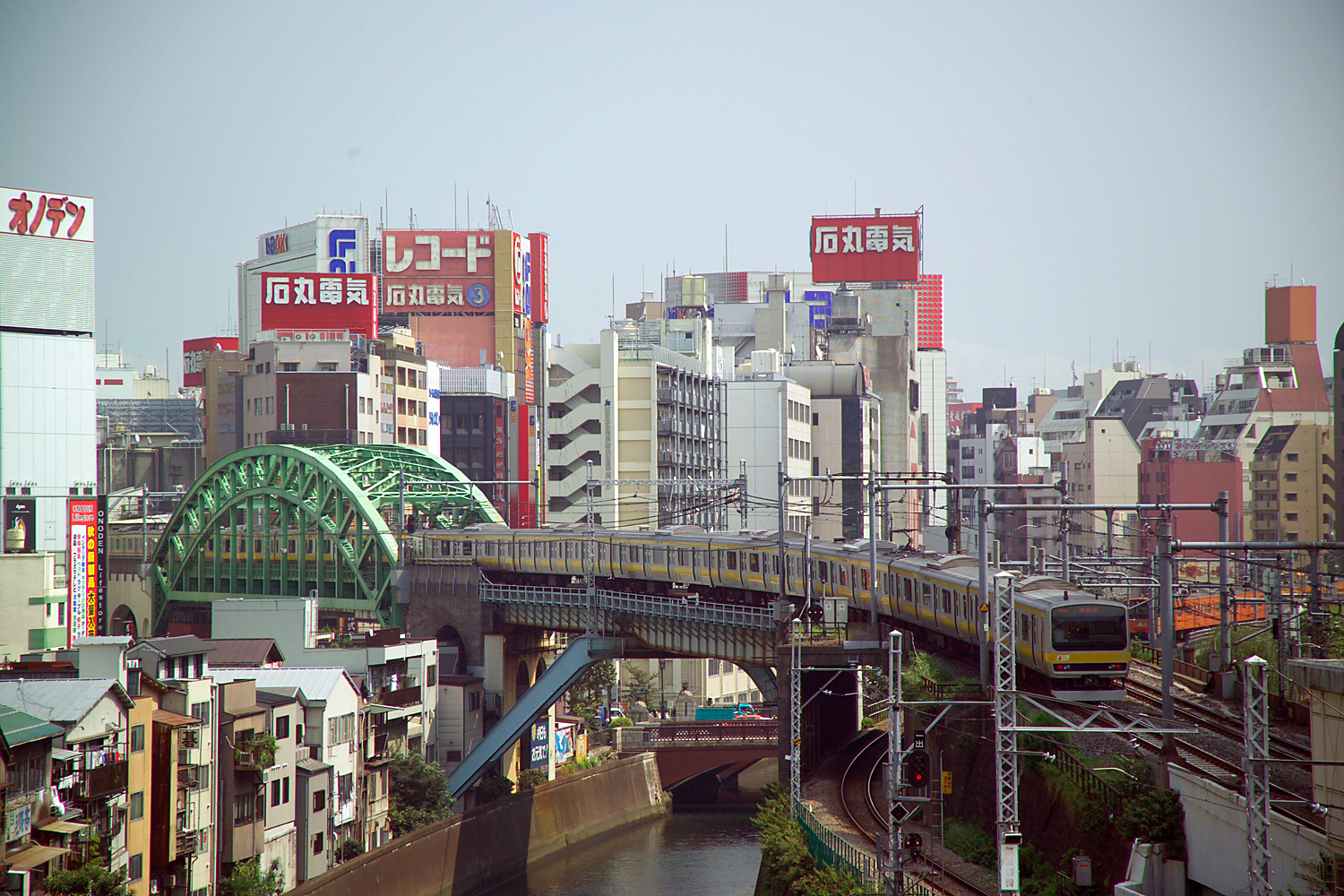
Tokio – pociąg linii JR East Chūō-Sōbu nad rzeką Kanda

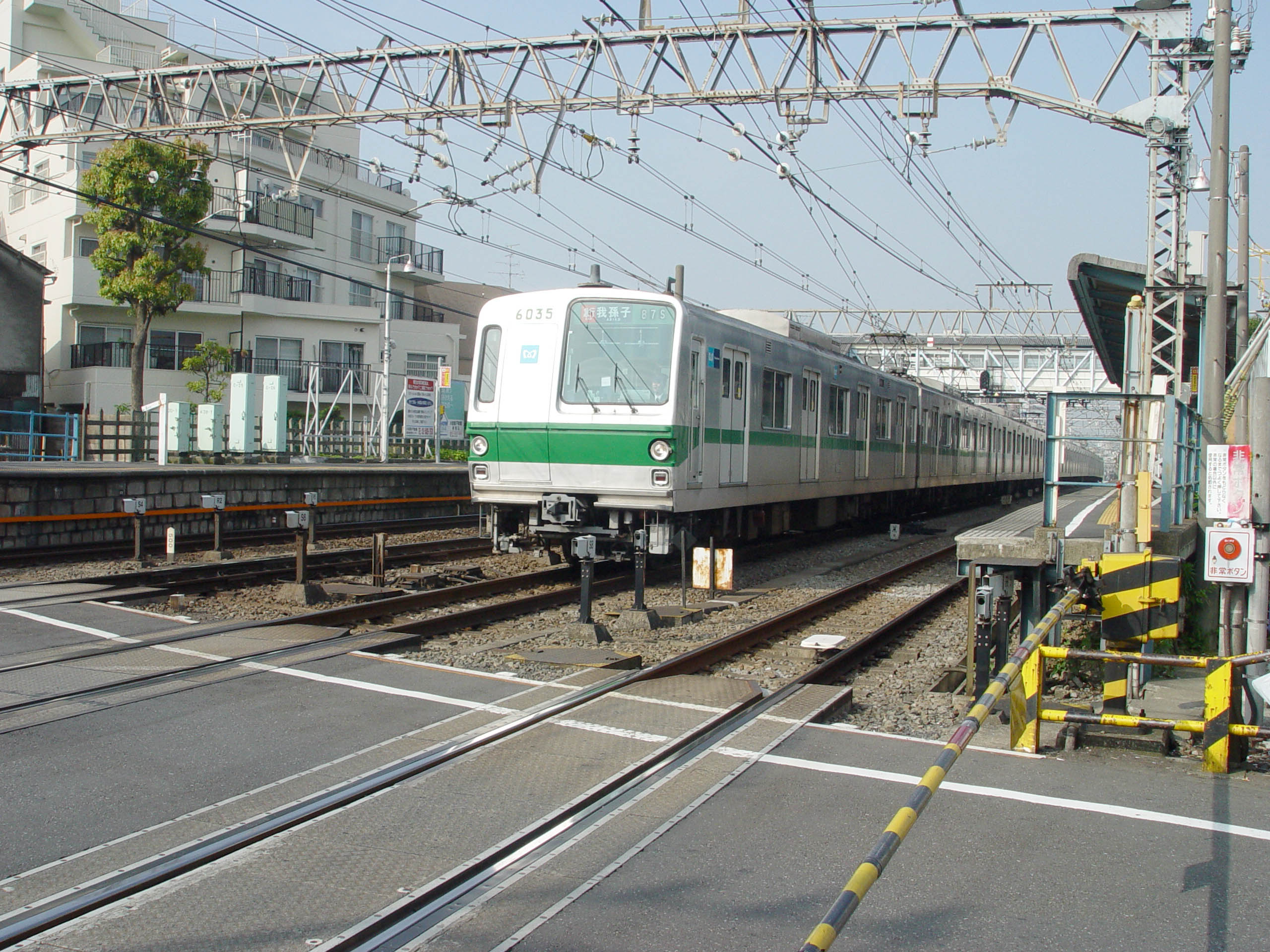
Pociąg tokijskiego metra na linii kolei prywatnej Odakyū, sfotografowany na jednym przejazdów, w które obfitują linie japońskich SKM

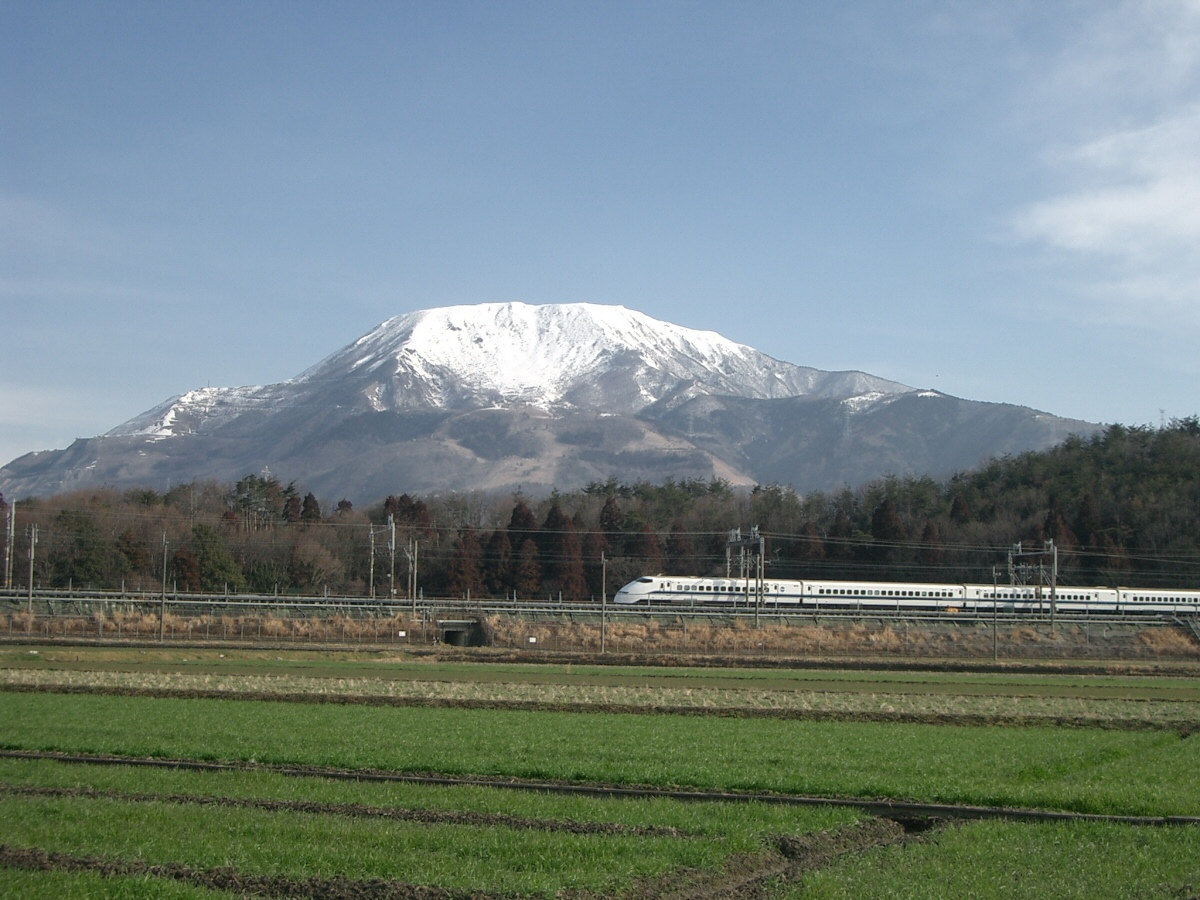
EZT typu 300 na Tōkaidō Shinkansen, na tle góry Ibuki

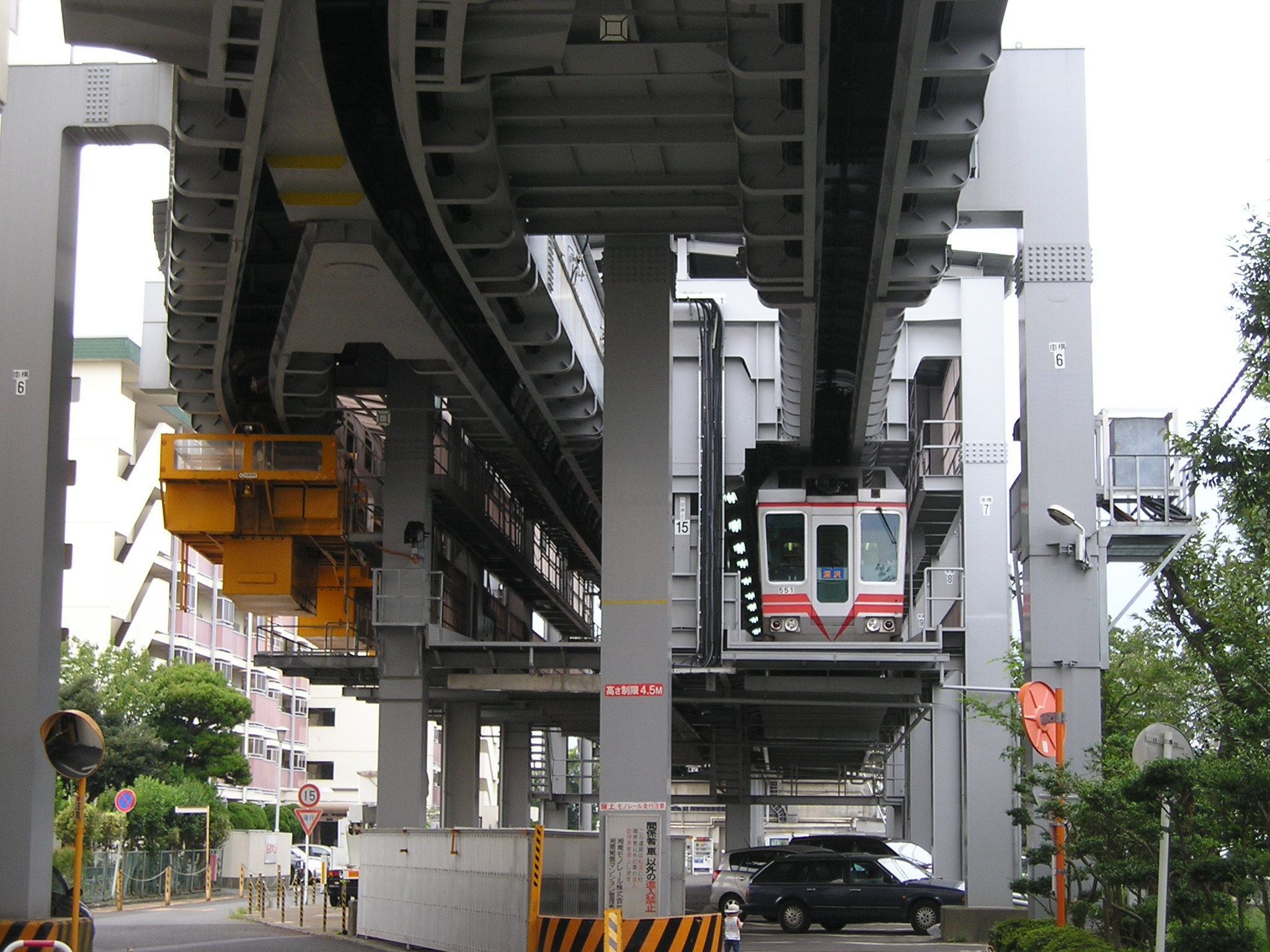
Stacja Shōnan Fukusawa na linii Shōnan Monorail w Kamakurze

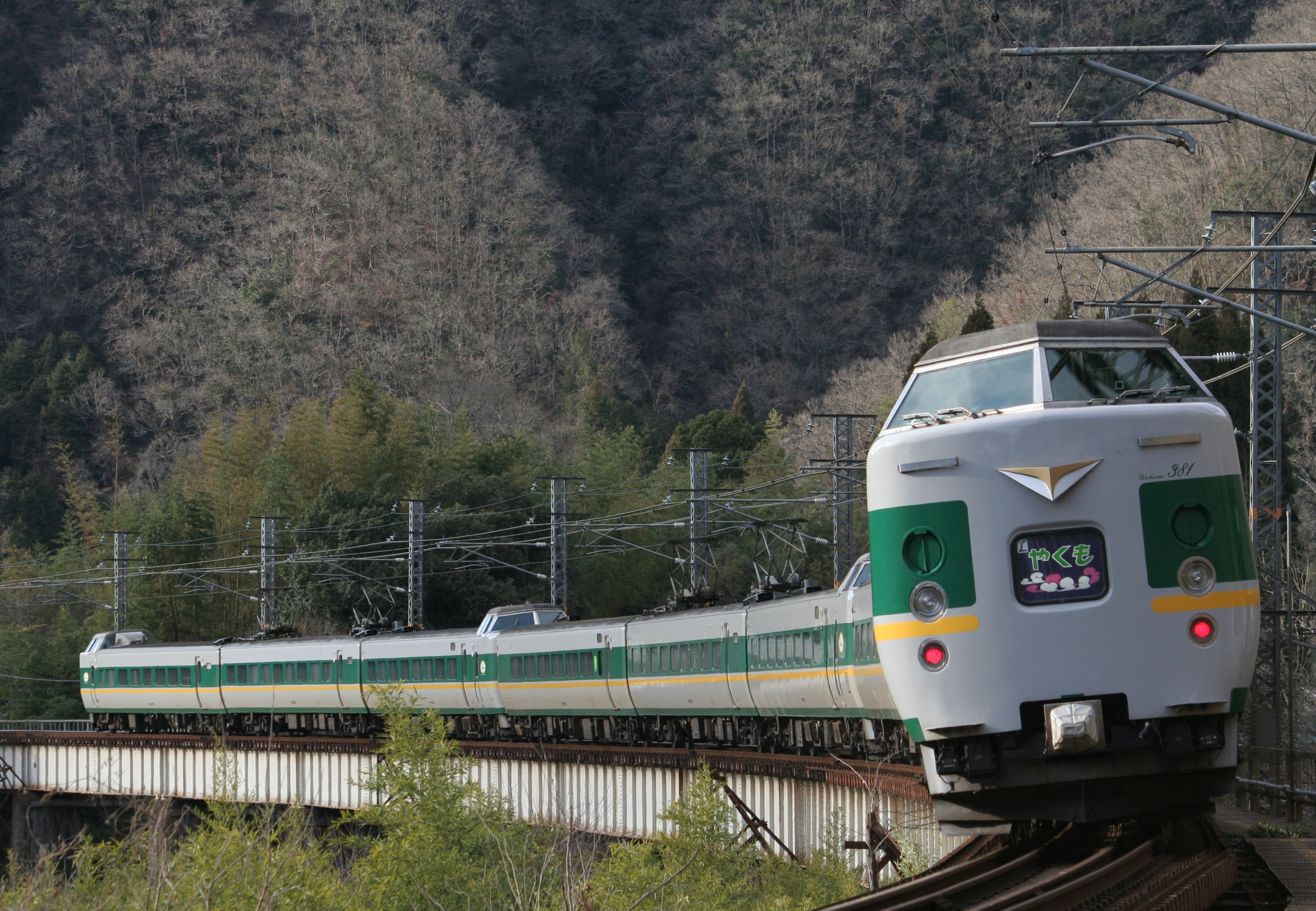
EZT typu 381 z 1973 r. - drugi w normalnym ruchu na świecie pociąg z wychylnym pudłem

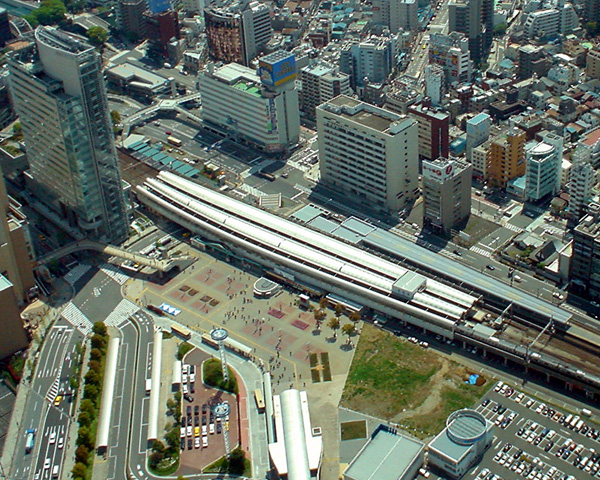
Jokohama - dworzec Sakuragichō, niegdyś końcówka pierwszej linii kolejowej w Japonii

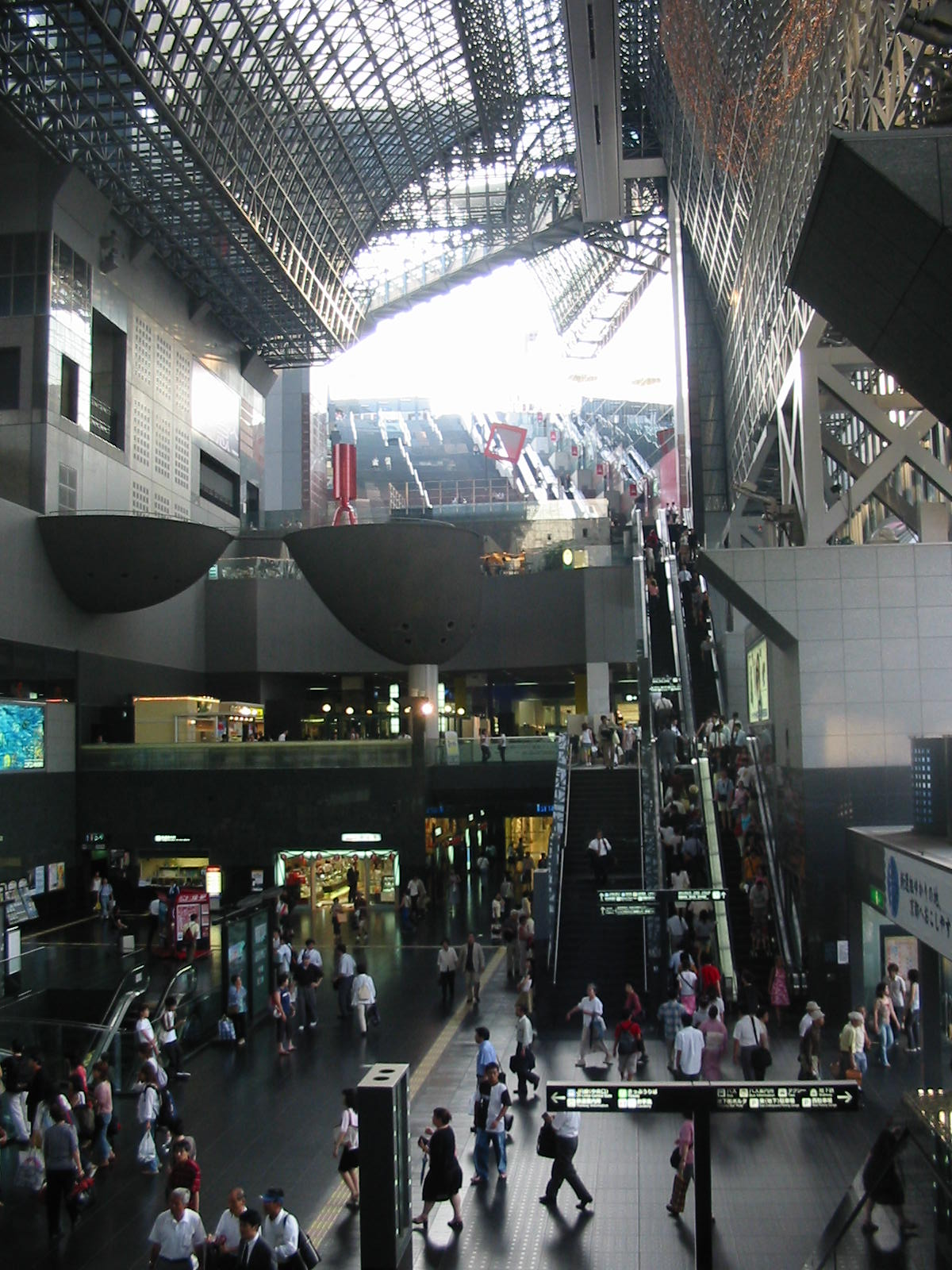
Dworzec Kyōto, hall kompleksu recepcyjnego z 1998 r.

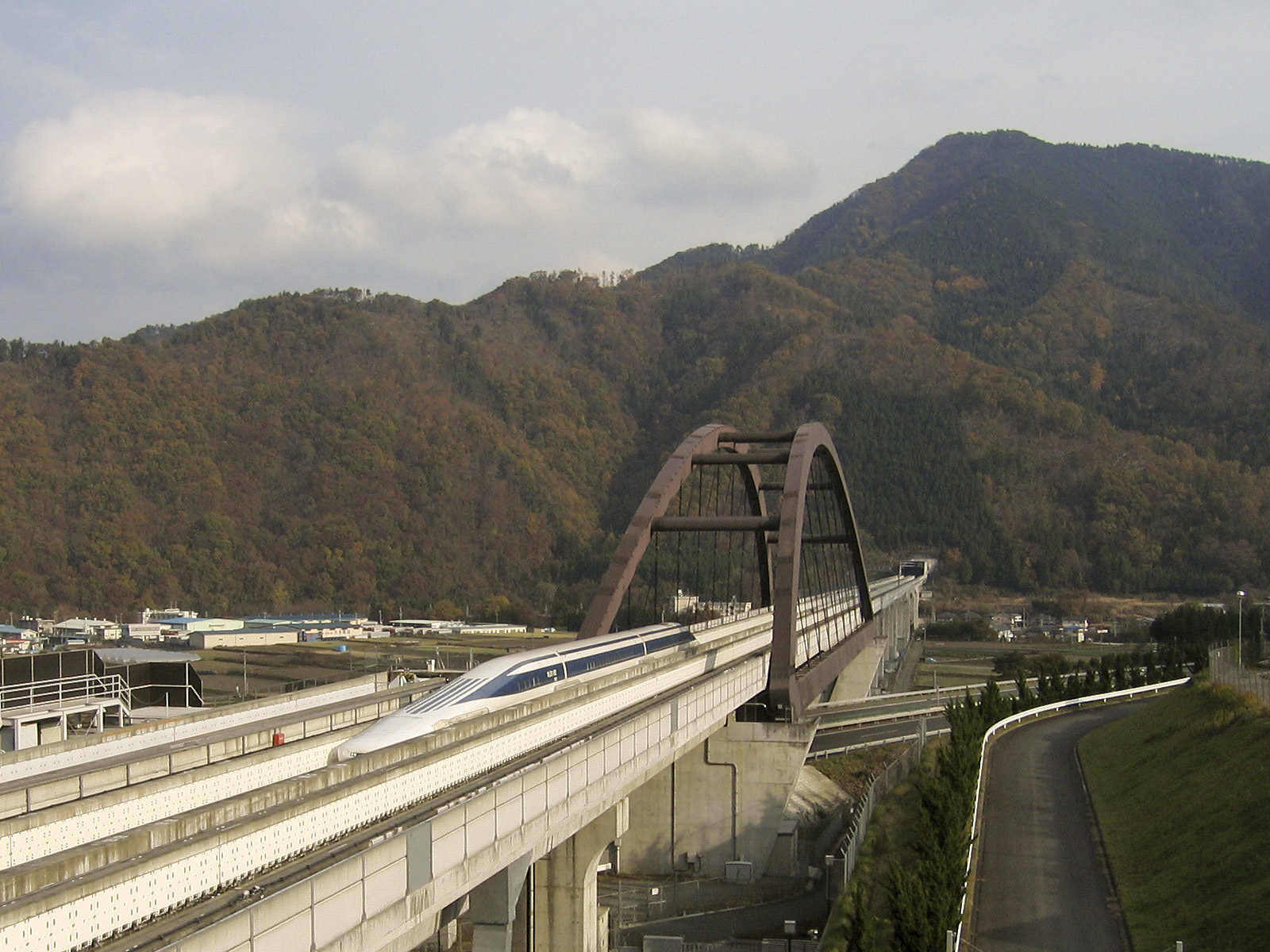
Tor próbny maglevu wysokich prędkości. Czy stanie się on częścią Chūō Shinkansen nadal nie jest pewne

## Synteza
W 1872 roku otwarto pierwszą linię kolejową pomiędzy Shimbashi (Tokio) a Jokohamą, a w 1874 między Osaką i Kobe. Oba odcinki połączono linią Tōkaidō-honsen.
W 1889 roku dla kolei tych wybrano tor o prześwicie 1067 mm. Można domniemywać, że za takim wyborem przemawiały oszczędności budowy linii wąskotorowych w trudnym, górskim terenie (dominującym w Japonii) oraz fakt, że przy ówczesnym stanie techniki nie pociągało to za sobą znaczących ograniczeń prędkości pociągów. Później problem konwersji linii na tor szerszy powracał kilkakrotnie na publiczną agendę, ale nigdy się na to nie zdecydowano.
Japoński system kolejowy budowany był początkowo przez państwo. Dość szybko jednak kolejami zainteresował się kapitał prywatny. Dzięki niemu powstała w latach 1883–1891 magistrala północna kolei Nippon Tetsudō do Aomori (północny skraj wyspy Honsiu), obecna linia Tōhoku-sen. Do początku wieku koleje prywatne i państwowe stworzyły powiązaną ze sobą sieć, przy czym te drugie powstawały tam, gdzie inwestycje nie były opłacalne – np. przy przekraczaniu gór (1893 – ukończenie linii Shin'etsu przez przełęcz Usui na trasie pomiędzy Tokio i wybrzeżem Morza Japońskiego).
Wprowadzenie trakcji elektrycznej nastąpiło równocześnie z krajami rozwiniętymi (1895 – tramwaj elektryczny w Kioto). Szczególną cechą było szybkie upowszechnienie się systemów elektrycznych kolejek dojazdowych (dentetsu), wzorowanych na amerykańskich interurbans. Tej technologii użyto również przy pierwszej elektryfikacji odcinka sieci krajowej prywatnej Kōbu Tetsudō pod Tokio (1904), wprowadzając nawet sieć płaską. 
W latach 1906–1907 doszło do upaństwowienia kolei sieci krajowej. Ukształtował się wówczas system kolejowy, składający się z sieci krajowych kolei rządowych i lokalnych kolei prywatnych (m.in. kolejki dentetsu). Wówczas to zmodyfikowano tokijską elektryfikację i stopniowo ją rozszerzono na inne linie, początkowo tylko dla obsługi ruchu podmiejskiego. Jednocześnie państwo przeprowadziło w latach 1914–1932 gruntowną przebudowę węzła tokijskiego. Do interesujących aspektów modernizacji kolei rządowych należy zaliczyć sprawne wprowadzenie sprzęgów automatycznych na całej sieci (1925).
Modernizacja miejskich sieci kolejowych obejmowała także budowę metra (pierwszego w Azji, w Tokio w 1927), którym zastępowano tramwaje, oraz stopniową przebudowę dentetsu na linie SKM. W 1960 wprowadzono pierwsze połączenie linii metra tokijskiego z siecią regionalną, które było pionierskim rozwiązaniem o dużej mocy oddziaływania. Do specyfiki japońskich SKM należy łączenie ruchu lokalnego i pośpiesznego na tych samych torach, realizowane w warunkach bardzo intensywnego ruchu.
Powojenna modernizacja sieci krajowej obejmowała elektryfikację i konsolidację systemów poszczególnych wysp w jeden system krajowy (1942 – otwarcie tunelu między Honsiu i Kiusiu; 1988 – połączenie najdłuższym na świecie podmorskim, kolejowym tunelem Seikan wysp Honsiu i Hokkaido oraz ciągiem mostów wysp Honsiu i Sikoku). Przede wszystkim zaś modernizacja objęła powstanie kolei Shinkansen – sieci normalnotorowej wysokich prędkości (pierwsza linia: 1964 – Tōkaidō Shinkansen, na odcinku Tokio-Osaka).
Tendencja do wprowadzania nowinek technicznych manifestowała się również budową kilku kolei jednoszynowych oraz małych kolejek automatycznych. Ostatnio realizuje się liczne linie SKM w technologii silnika liniowego. Od dawna trwają prace nad koleją maglev wysokich prędkości, która miałaby się stać nową generacją Shinkansenu.
W 1987 roku rozpoczęto restrukturyzację kolei państwowych. Powołano do życia siedem przedsiębiorstw Grupy JR, które skomercjalizowano i sprywatyzowano. Zabieg ten zakończył się finansowym sukcesem.

## Wydarzenia
Amerykański komodor, Matthew C. Perry, który w połowie XIX w. dwukrotnie przybywał do Edo (dawna nazwa Tokio) z misją wymuszenia na Japonii otwarcia się na zagranicę, przywiózł ze sobą model parowozu i wagonów. Model stał się na tyle znany, że uwieczniono go na ówczesnej grafice.
Restauracja Meiji doprowadziła do otwarcia się kraju na wpływy zachodnie i do jego intensywnej modernizacji. Po 1870 roku rząd japoński zatrudnił do budowy kolei żelaznych prawie trzystu specjalistów, głównie brytyjskich (w tym wnuków Richarda Trevithicka byli też Amerykanie i Niemcy. Ich pozycje przejmowali stopniowo Japończycy. Najdłużej, do ok. 1890 roku, trwało to w dziedzinie budowy lokomotyw i mostów. Niezależność od zagranicznej wiedzy fachowej w dziedzinie kolejnictwa Japonia osiągnęła około roku 1910. Przemysł budowy lokomotyw jednak rozwijał się powoli. Początkowo parowozy importowano, potem montowano z użyciem importowanych części, które wymagały trudniejszej obróbki. Nawet po uruchomieniu na początku XX w. własnej produkcji stali na dużą skalę, liczba części produkowanych lokalnie przerosła import dopiero w okresie międzywojennym. 
- 14 października 1872 (data według kalendarza gregoriańskiego, według kalendarza japońskiego był to 12 września) - otwarcie kolei parowej pomiędzy Shimbashi (Tokio) a Jokohamą (obecnie stacja Sakuragichō); parowozy i wagony produkcji brytyjskiej; tzw. "przylądkowy" rozstaw szyn (Cape Gauge) 1067 mm.
- 1874 - otwarcie linii Osaka-Kobe, przedłużenie do Kioto 1876 i do Ōtsu 1880. To ostatnie obejmowało budowę pierwszego tunelu (dług. 646 m), dokonaną wyłącznie przez Japończyków;
- 1880-1882 - pierwsza kolej na Hokkaido: Horonai Tetsudō między Sapporo i Otaru, według technologii amerykańskiej (inż. Joseph U. Crowford), głównie towarowa dla przewozu węgla, ale woziła też pasażerów;
- 1883 - pierwszy odcinek kolei Nippon Tetsudō (kolej prywatna) między dzielnicą Ueno w Tokio a Kamagaya; doprowadzenie do Aomori (północny skraj wyspy Honsiu) w 1891;
- 1889 - ukończenie Tōkaidō-honsen Tokio-Hamamatsu-Nagoja-Kioto (kolej państwowa);

Sukces prywatnej Nippon Tetsudō i ożywienie gospodarcze po reformach premiera Masayoshi Matsukaty (1835–1924) doprowadziły w latach 1885–1890 i 1893–1897 do "gorączki kolejowej". Powstało wówczas szereg prywatnych linii kolejowych, niekiedy istotnego znaczenia, jak San'yo Tetsudō (Himeji-Shimonoseki w latach 1889–1901 albo Kyūshū Tetsudō (pierwsza kolej na Kiusiu to linia Hakata z Fukuoki do Tosu, 1889).
Pierwsza kolej sieci krajowej na Sikoku otwarta została także w 1889 roku (Marugame-Kotohira; kolej "lekka" Iyo Tetsudō na torze 792 mm w Matsuyamie poprzedziła ją o rok). W 1892 roku przyjęto ustawę o budowie kolei, która zawierała docelową koncepcję sieci kolejowej kraju. Odtąd każda nowa linia musiała być zgodna z tym planem, aby uzyskać koncesję. Jednocześnie postępowała budowa kolei państwowych. Jedna data wydaje się szczególnie ważna:
- 1893 - ukończenie linii Shin'etsu na trasie Takasaki-Naoetsu (Tokio-wybrzeże Morza Japońskiego), pierwszej linii górskiej z odcinkiem zębatym o długości 11,2 km przez przełęcz Usui, pomiędzy stacjami Yokokawa i Karuizawa.

Konkurująca z żeglugą przybrzeżną kolej San'yo wprowadziła w 1899 roku pierwszy w Japonii wagon restauracyjny. Wkrótce zrobiła to samo Kokutetsu.
W latach 1906–1907, na mocy "Ustawy o nacjonalizacji kolei", rząd wykupił 17 najważniejszych prywatnych towarzystw kolejowych, pozostawiając w rękach prywatnych mniejsze systemy o lokalnym znaczeniu (w tym w rosnących aglomeracjach). Ukształtował się wówczas system kolejowy, składający się z kolei rządowych kokutetsu (sieć krajowa) i kolei prywatnych shitetsu.
- 1906 - pierwsza kolej na wyspie Karafuto (Sachalin): linia Ōdomari (Korsakow)-Oyohara (Jużno Sachalińsk); kolej początkowo na torze 600 mm, później przekuta na 1076 mm. W 1921 roku linia kolejowa osiągnęła miasto Tomari.

Wprowadzenie tramwajów elektrycznych nastąpiło równocześnie z krajami rozwiniętymi gospodarczo:
- 1895 - tramwaj elektryczny w Kioto (Kyōto Denki Tetsudō).

Rysem szczególnym była popularność elektrycznych kolejek dojazdowych, które pojawiły się jednocześnie z tramwajami miejskimi i gwałtownie rozwinęły skutecznie konkurując z ruchem podmiejskim "wielkich kolei", m.in.:
- 1898 Daishi Denki Tetsudō w regionie Kawasaki:
- 1900 Keihin Kyūkō Dentetsu (Keikyū) pod Tokio.

Koleje lokalne, niepołączone z siecią krajową, miały dowolność wyboru rozwiązań technicznych: np. trakcji i rozstawu szyn. Nie wszystkie koleje były elektryczne.
Część kolei dojazdowych wybrała tor normalny, m.in.: Keikyū, Odakyū, Keishin pod Tokio, Keihan, Hanshin Kyūkō, Hanshin pod Osaką. W latach 30. istniało ponad trzysta zarządów zajmujących się eksploatacją tramwajów i "dentetsu". O ile większość tramwajów miejskich została skasowana w II połowie XX wieku, o tyle kolejki dojazdowe zostały przebudowane do standardów porównywalnych z metrem. Jednocześnie, w latach międzywojennych, ich zarządy (szczególnie w Kansai) przystąpiły do dywersyfikacji działalności dla zwiększenia zysków, zajmując się także inwestycjami typu deweloperskiego, wielkoskalowym handlem, organizacją czasu wolnego. To one pierwsze wprowadziły zasadę lokalizacji własnych domów towarowych na ważniejszych stacjach.
Jak niemal wszędzie na świecie, elektryfikacja kolei sieci krajowej rozpoczęła się od linii podmiejskich (1904 Kōbu Tetsudō pod Tokio; obecnie Chūō-sen kolei JR Higashi-Nihon). Elektryfikacja sieci Kokutetsu (zaczęta pod Tokio) wprowadziła standardowe zasilanie prądem stałym 1500 V (początkowo przez krótki czas 1200 V). W eksploatacji znalazły się EZT, które dominują do dzisiaj nie tylko w ruchu lokalno-aglomeracyjnym, ale również dalekobieżnym. Stworzenie wydajnego systemu kolei aglomeracyjnej w Tokio było powiązane z przebudową węzła, obejmującą stworzenie głównego dworca (Tōkyō, 1914), uzupełnienie linii obwodowej Yamanote-sen oraz budowę dwóch linii średnicowych (ukończone w 1932). Wprowadzenie sieci SKM dokonywało się także poprzez budowę metra:
- 1927 - pierwsza linia metra w Tokio (kolej prywatna): Tōkyō Chika Tetsudō na trasie Asakusa-Shimbashi (obecnie część Ginza-sen)[3];
- 1933 - pierwsza linia metra w Osace (własność miejska): Ōsaka Shiei Chikatetsu na krótkiej trasie Umeda - Shinsaibashi (obecnie część Midōsuji-sen).

Pod koniec okresu międzywojennego rząd podjął restrukturyzację stosunków własnościowych w sektorze kolei prywatnych. Na mocy ustawy "o koordynacji transportu lądowego" przyjętej w 1938 roku, przystąpiono do komasacji zarządów kolejowych w większe struktury monopolizujące fragmenty rynku w dużych aglomeracjach. Komasacje trwały niemal do końca wojny. Po wojnie większość wchłoniętych mniejszych kolei odzyskała odrębność.
Po 1960 roku nowe linie metra tokijskiego przyjęły pionierską formułę funkcjonowania w powiązaniu z siecią regionalną (dojazdową) kolei prywatnych i sieci krajowej (interoperatywnie, czyli z przechodzeniem pociągów między połączonymi liniami). Formuła ta została następnie przyjęta w niektórych innych miastach (Osaka, Kobe, Nagoja, Kioto, Fukuoka).
W okresie 1918–1941 powstało też ok. 30 funikularów, pomyślanych głównie jako koleje rekreacyjne i pielgrzymkowe, głównie w sąsiedztwie dużych miast. Po wojnie zbudowano 15 dalszych, prócz nich zaś wiele linowych kolejek napowietrznych.
Lata międzywojenne na sieci krajowej przyniosły budowę dalszych linii układu podstawowego w bardziej oddalonych regionach (np. na Sikoku), budowę linii lokalnych oraz liczne modernizacje. W 1925 roku spektakularnym sukcesem było wprowadzenie sprzęgów automatycznych na kolei krajowej. Ta trudna operacja została dokonana w ciągu 24 godzin, po ośmiu latach przygotowań.
Interesującym elementem modernizacji sieci krajowej były korekty tras, eliminujące trudne odcinki górskie, na których trzeba było stosować szczególne procedury (wspomaganie dodatkowymi lokomotywami, prowadzenie pociągów lokomotywami zębatymi). Należy do nich tunel Tanna na Tōkaidō-sen zbudowany na skrócie koło Numazu w 1934 roku, dwa skróty pod Tsurugą z tunelami Fukasaka (1957) oraz Hokuriku (1966) na Hokuriku-sen, tunel Shin-Shimizu (1967). Istotne znaczenie dla konsolidacji krajowego systemu miało otwarcie tunelu Kanmon, pierwszego, podmorskiego połączenia wysp Honsiu i Kiusiu.
W 1949 roku przekształcono Kokutetsu w korporację publiczną. Odtąd pełna nazwa kolei brzmiała Nihon Kokuyū Tetsudō/Japanese National Railways.
Możliwości techniczne tkwiące w wąskotorowym systemie ilustruje czas podróży pomiędzy Tokio i Osaką. Odległość (556 km) dzielącą oba miasta pociągi pośpieszne pokonywały, po otwarciu tunelu Tanna, w 8 godzin (prędkość średnia 69,5 km/h). Po całkowitej elektryfikacji linii w 1956 roku czas przejazdu skrócił się do 7½ godziny (74 km/h).
Wielkim przełomem było otwarcie w 1964 roku, w przededniu olimpiady w Tokio, pierwszej na świecie linii systemu wysokich prędkości (Shinkansen) o nazwie Tōkaidō. Połączyła ona Tokio i Osakę torem normalnym przy wykorzystaniu prądu zmiennego 25 kV 50 Hz. W grupie pociągów wysokich prędkości EZT w sieci Shinkansen wykorzystano nowatorskie rozwiązania: zespoły napędowe umieszczono równomiernie na całej długości jednostki.
Od początku funkcjonowania ta dwutorowa linia superekspresów obsługuje zarówno ruch dalekobieżny, jak i daleki regionalny, wykorzystując pociągi o różnej częstotliwości kursowania i zatrzymujących się na różnych stacjach. Od 1965 roku ekspresy "Hikari" rozwijały prędkość 200 km/h i pokonywały trasę w 3 h 10'. Obecnie pociągi "Nozomi" w niespełna 2 h 40'. Sieć kolei wysokich prędkości jest odtąd stale rozbudowywana (p. Shinkansen).
Poszukiwania nowych technologii kolejowych poszły jeszcze dalej: w kierunku adaptacji kolei jednoszynowych (pierwszą również otwarto w przeddzień olimpiady):
- 1964 - kolej jednoszynowa jako SKM; otwarcie kolei siodłowej Tōkyō Monorail między Hamamatsu-chō (śródmieście Tokio) i portem lotniczym Haneda; linia nie była pierwszą koleją jednoszynową w Japonii, ale pierwszą poza parkami rozrywki;
- 1970 - otwarcie Shōnan Monorail między Ōfuna (miasto Kamakura) i Shōnan Enoshima (miasto Fujisawa) w południowym Kantō; pierwsza podwieszona kolej jednoszynowa w normalnym ruchu.

Modernizacja powojenna nie ominęła wąskotorowej sieci krajowej:
- 1957 - wprowadzenie trakcji elektrycznej na Senzan-sen (okolice Sendai); pierwsza elektryfikacja ~20 kV. Obecnie taki system zasilania stosowany jest na Hokkaido, północnym Honsiu (oraz linii Hokuriku w środkowej części wyspy), jak również na Kyūshū. Pozostała część zelektryfikowanej sieci wąskotorowej używa napięcia =1500 V;
- 1973 - wprowadzenie EZT typu 381 o wychylnym pudle w trybie pasywnym: linia Chūō między Nagoją i Nagano;
- 1989 - wprowadzenie EZT typu 2000 o wychylnym pudle w trybie aktywnym: sieć JR Shikoku[5].

JR Hokkaidō eksploatuje natomiast EZT typu 283 z wózkami o zmiennej geometrii osi, pozwalającymi na szybsze wchodzenie w łuki.
Pogarszające się wyniki finansowe Kokutetsu oraz stopniowa utrata udziału w przewozach (w latach 70. i 80. zwłaszcza katastrofalna w sektorze towarowym) doprowadziły do:
- 1987 - restrukturyzacja Kokutetsu i początek prywatyzacji sieci krajowej. Powstało siedem przedsiębiorstw Grupy JR: JR Higashi Nihon (JR East), JR Nishi Nihon (JR West), JR Tōkai (JR Central), JR Hokkaidō, JR Kyūshū, JR Shikoku (działających na określonych obszarach kraju) oraz JR Kamotsu (JR Freight) dla przewozów towarowych na całej sieci krajowej[6]. Działalność ich przyniosła zyski już w pierwszym roku istnienia. Część z nich weszła na giełdę.

Inwestycje infrastrukturalne, oprócz rozbudowy sieci wysokich prędkości i linii SKM (także sieci krajowej), obejmowały:
- III 1988 - połączenie sieci Honsiu i Hokkaido: otwarcie podmorskiego tunelu Seikan długości 53,85 km (rozpoczęcie budowy 1972 najdłuższego na świecie;
- IV 1988 - połączenie sieci Honsiu i Sikoku: otwarcie ciągu mostów z Minami-Bisan Seto Ō-hashi konstrukcja wisząca z przęsłem długości 1,1 km; oba połączenia są przygotowane do włączenia do sieci Shinkansen (na razie tylko kolej wąskotorowa);
- 1990 - otwarcie pierwszej kolei napędzanej silnikiem liniowym: linia metra w Osace Nagahori-tsurumi-ryokuchi-sen;
- 1994 - otwarcie Hokuetsu-kyūkō-tetsudō (linia Hokuhoku-sen) między Saigata i Muikamachi, skracającej czas podróży z Tokio do Kanazawy; od 2002 r. dopuszcza się maksymalną prędkość 160 km/h - najszybsza kolej wąskotorowa na świecie;
- 1998 - otwarcie nowego kompleksu recepcyjnego na dworcu JR w Kioto (proj. Hiroshi Hara); pierwszy przykład architektury dworcowej w dużym mieście japońskim; komercyjna nadbudowa została podporządkowana ambicji stworzenia niepowtarzalnej, monumetalnej przestrzeni;
- 14 IV 1999 - rekord prędkości pociągu naziemnego, osiągnięty na torze próbnym maglevu w prefekturze Yamanashi: 552 km/h; pobity w 2007 przez TGV;
- 2005 - otwarcie pierwszej kolei maglev publicznego użytku: Linimo pomiędzy przedmieściem Nagoi i wystawą EXPO 2005;
- 2007 - otwarcie odgałęzienia kolei JR do portu lotniczego w Sendai (kolej "trzeciego sektora" Sendai-kūkō-tetsudō); Sendai staje się dziesiątym lotniskiem japońskim zintegrowanym z siecią kolejową;
- 2007 - przekazanie do ruchu, pierwszego od 47 lat, salonowego pociągu cesarskiego: EZT "E655", kolej JR Higashi Nihon.

## Ważniejsi producenci taboru
- Kolej Kokutetsu - warsztaty w Kobe (wagony od 1875, pierwszy parowóz zmontowany w Japonii: 1893);
- Kolej Kokutetsu - warsztaty Shimbashi w Tokio, wagony od 1880;
- Kolej San'yō -　Hyōgo kōba (warsztaty Hyōgo w Kobe);
- Kisha Seizō Kaisha, ang.: "Locomotive Manufacturing Co." (Osaka), produkcja parowozów od 1901; przejęte przez Kawasaki Heavy Industries 1972;

wytwórcy współcześni:
- Nippon Sharyō (Nagoja), zał. 1896; wagony i koleje elektryczne;
- Kawasaki Jūkōgyō / Kawasaki Heavy Industries (zarząd w Tokio); wagony, zespoły trakcyjne, tramwaje; od 1906;
- Hitachi (fabryka w Hitachinaka, Pref. Ibaraki) - różne rodzaje wagonów, w tym zespoły wysokich prędkości i zespoły z uchylnym pudłem;
- Tokyu Car Corporation / Tōkyū Car Corp. (Jokohama) - zespoły trakcyjne;
- Kinki Sharyō (Osaka), filia Korporacji Kintetsu; zał. 1920 jako Tanaka Sharyō Kōba, pod obecną nazwą od 1945;
- Mitsubishi Jūkō / Mitsubishi Heavy Industries - specjalizuje się w kolejach niekonwencjonalnych, także tramwaje;
- Metro Sharyō (Tokio), należy do Tōkyō Metro - pociągi metra;
- Seibu Sharyō (Hidaka, Pref. Saitama) - zespoły trakcyjne;
- Kyōsan kōgyō (Fukushima) - produkcja parowozów i taboru dla kolejek rozrywkowych.
- "Niigata Engineering" - m.in. tramwaje dla Kumamoto
- Alna Sharyō (Settsu k. Osaki) - należy do Hankyu-Hanshin Holdings; EZT dla kolei Hankyū, tramwaje dla Kagoshimy

## Wybrane źródła
- Eiichi Aoki, Matsuhide Imashiro, Shin'ichi Katō, Yasuo Wakuda: A History of Japanese Railways 1872-1999, East Japan Railway Culture Foundation Tōkyō 2000
- Japanese Railway Technology Today, Railway Technical Research Institute East Japan Railway Culture Foundation, Tokyo 2001
- Tetsudō hyakunen-no rekishi, Kodansha, Tokio 1971